# Lycosidae
Lycosidae é uma família de aranhas, que inclui as espécies conhecidas popularmente por aranhas-lobo. A família é filogeneticamente próxima da família Pisauridae, com a qual apresenta grandes semelhanças. No entanto, as as aranhas-lobo carregam seus sacos de ovos prendendo-os às fieiras, enquanto as da família Pisauridae carregam seus sacos de ovos com suas quelíceras e pedipalpos. 
Elas vivem principalmente solitárias, caçam sozinhas e geralmente não tecem teias. Algumas são caçadoras oportunistas, atacando a presa quando a encontram ou perseguindo-a em distâncias curtas; Outras esperam que uma presa passe perto da boca de uma toca.

## Descrição
Os muitos gêneros de aranhas-lobo variam em tamanho corporal (pernas não incluídas), de menos de 10mm a 35 mm. Elas têm oito olhos, dispostos em três fileiras. A fileira inferior é composta por quatro olhos pequenos, a fileira do meio possui dois olhos muito grandes (o que as distingue das aranhas da família Pisauridae) e a fileira superior possui dois olhos de tamanho médio. Ao contrário da maioria dos outros aracnídeos, os quais geralmente são cegos ou têm visão ruim, as aranhas-lobo têm excelente visão.
O tapetum lucidum é um tecido retrorrefletor encontrado nos olhos. Este tecido refletor é encontrado apenas em quatro olhos secundários da aranha-lobo. Lançar um feixe de luz sobre a aranha produz brilho nos olhos; esse brilho nos olhos pode ser visto quando a fonte de iluminação é aproximadamente coaxial com o visualizador ou sensor. A fonte de luz (por exemplo, uma lanterna ou luz solar) é refletida dos olhos da aranha diretamente de volta para o observador, produzindo um “brilho” que é facilmente notado. As aranhas-lobo possuem a terceira melhor visão de todos os grupos de aranhas, superadas pelas aranhas saltadoras da família Salticidae (que podem distinguir cores) e pelas aranhas caçadoras da família Sparassidae.
As aranhas-lobo são únicas na maneira como carregam seus ovos. O saco de ovos, um globo redondo e sedoso, fica preso às fieiras na extremidade do abdômen, permitindo que a aranha carregue consigo seus filhotes não eclodidos. O abdômen deve ser mantido em posição elevada para evitar que a caixa do ovo se arraste no chão. Mesmo com o saco de ovos acoplado, elas ainda são capazes de caçar. 
Outro aspecto exclusivo das aranhas-lobo é o método de cuidar dos filhotes. Imediatamente depois que os filhotes emergem de seu saco protetor de seda, eles sobem pelas pernas da mãe e se amontoam no lado dorsal de seu abdômen. A mãe carrega os filhotes por várias semanas antes que eles sejam grandes o suficiente para se dispersarem e se defenderem sozinhos.
Hogna é o gênero com a maior das aranha-lobo. Entre as espécies de Hogna nos Estados Unidos, a de cor marrom escuro H. carolinensis (aranha lobo Carolina) é a maior, com um corpo que pode ter mais de 2,5 cm (1 pol.) de comprimento. Às vezes é confundido com H. helluo, que é um pouco menor e de coloração diferente. A parte inferior da H. carolinensis é preta sólida, mas a parte inferior do H. helluo tem uma mistura de tons vermelhos, laranjas e amarelos com tons de preto.
As aranhas-lobo desempenham um papel importante no controle natural da população de insetos e são frequentemente consideradas "insetos benéficos" devido à predação de espécies de pragas em fazendas e jardins.

## Veneno

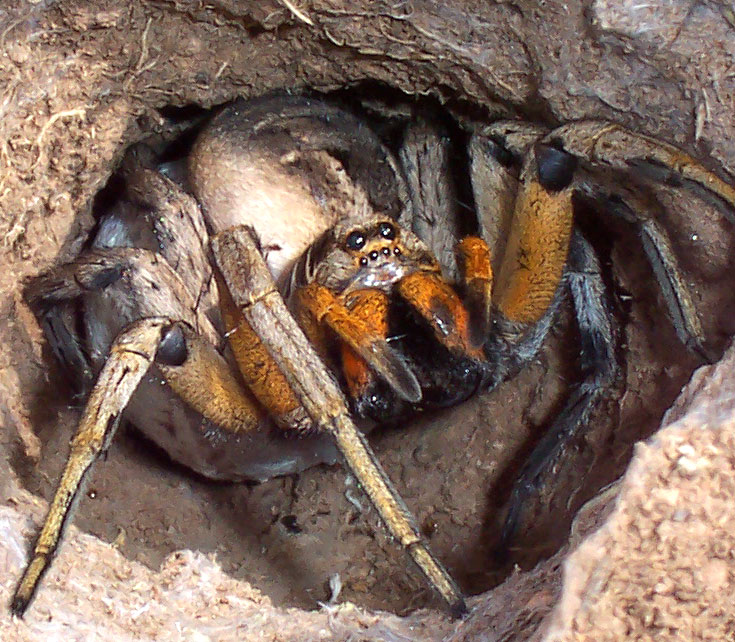
Aranha-lobo no interior de sua toca, em posição de ataque, cercada por terra e pequenos galhos. O abrigo subterrâneo é típico do comportamento dessas aranhas, oferecendo proteção e um ponto estratégico para emboscadas.

As aranhas-lobo injetam veneno se forem continuamente provocadas. Os sintomas de suas picadas incluem inchaço e dor leve. No passado, picadas necróticas foram atribuídas a algumas espécies sul-americanas e australianas, mas investigações posteriores indicaram que os problemas que ocorreram foram provavelmente devidos a picadas de membros de outras famílias ou que a picada não chega a induzir esses efeitos.

## Habitats
As aranhas-lobo são encontradas em uma ampla variedade de habitats costeiros ou não. Isso inclui matagais, bosques, florestas costeiras úmidas, prados alpinos, jardins suburbanos e casas. Os filhotes se dispersam no ar; consequentemente, as aranhas-lobo têm ampla distribuição. Embora algumas espécies tenham necessidades de microhabitat muito específicas (como leitos de cascalho à beira de riachos ou campos de ervas montanhosas), a maioria são errantes sem lares permanentes. Algumas constroem tocas que podem ser deixadas abertas ou ter um alçapão (dependendo da espécie). As espécies das zonas áridas constroem torres ou tapam os seus buracos com folhas e pedrinhas durante a estação das chuvas para se protegerem das cheias. Frequentemente, elas são encontradas em locais artificiais, como em galpões e garagens.

## Comportamento de acasalamento
Muitas espécies de aranhas-lobo possuem comportamentos de cortejamento muito complexos e características sexuais secundárias, como tufos de cerdas nas pernas ou colorações especiais, que são mais frequentemente encontradas nos machos da espécie. Essas características sexuais variam de acordo com a espécie e são mais frequentemente encontradas como modificações do primeiro par de pernas. As modificações da primeira perna são frequentemente divididas em cerdas alongadas nas pernas, aumento do inchaço dos segmentos das pernas ou alongamento total do primeiro par de pernas em comparação com os outros três pares. 
Alguns comportamentos de acasalamento são comuns entre gêneros de aranhas-lobo e muitos são específicos da espécie. No gênero de aranha-lobo mais comumente estudado, Schizocosa, os pesquisadores descobriram que todos os machos se envolvem em um componente sísmico de sua exibição de cortejo, seja através da estridulação ou batendo as patas dianteiras no chão; mas alguns também dependem de sinais visuais em sua exibição de cortejo em conjunto com a sinalização sísmica, como por exemplo, agitar as duas patas dianteiras no ar na frente da fêmea, concluindo que algumas espécies de Schizocosa dependem de comportamentos de cortejo multimodais.
A família Lycosidae compreende principalmente aranhas errantes e, como tal, a densidade populacional e a proporção sexual entre machos e fêmeas exercem pressões seletivas sobre as aranhas-lobo quando encontram parceiros. As aranhas-lobo fêmeas que já acasalaram têm maior probabilidade de comer o próximo macho que tentar acasalar com elas do que aquelas que ainda não acasalaram. Os machos que já acasalaram têm maior probabilidade de acasalar novamente com sucesso, mas as fêmeas que já acasalaram têm menor probabilidade de acasalar novamente.

## Relação com Humanos
Embora as aranhas-lobo possam picar humanos, suas picadas não são perigosas. . As picadas de aranha-lobo geralmente resultam em vermelhidão leve, coceira, úlceras e, se o ferimento não for limpo, pode causar infecção. No entanto, as aranhas-lobo geralmente só picam quando se sentem ameaçadas ou manuseadas de forma equivocada.

Descobriu-se que as aranhas-lobo são uma fonte vital de controle natural de pragas para os jardins pessoais ou mesmo para as casas de muitas pessoas, uma vez que a aranha-lobo ataca pragas percebidas, como grilos, formigas, baratas e, em alguns casos, lagartos e sapos. Nos últimos anos, as aranhas-lobo têm sido utilizadas como controle de pragas na agricultura para reduzir a quantidade de pesticidas necessários nas plantações. Um exemplo notável é o uso de aranhas-lobo em pântanos de cranberry (airela) como meio de controlar a destruição indesejada de colheitas.